# 1881 en sport
Cet article présente les faits marquants de l'année 1881 en sport.

## Athlétisme
- 6e édition du championnat britannique de cross-country à Roehampton. George Dunning s’impose en individuel ; Moseley Harriers enlève le titre par équipe.
- 2e édition des championnats britanniques AAA d’athlétisme.
  - William Philips remporte le 100 yards.
  - L’Américain Lon Myers le 440 yards.
  - Sidney Baker le 880 yards.
  - L’Australien Bernhard Wise le mile.
  - George Nehan le 4 miles.
  - George Dunning le 10 miles.
  - John Ogden le steeplechase.
  - George Lawrence le 120 yards haies.
  - L’Irlandais Pat Davin le saut en hauteur (1,84 m) et le saut en longueur (6,98 m).
  - Tom Ray le saut à la perche (3,43 m).
  - L’Irlandais Maurice Davin le lancer du poids (12,05 m) et le lancer du marteau (30,12 m).
  - James Raby le 7 miles marche.
- 6e édition des championnats d'athlétisme des États-Unis.
  - Lon Myers remporte le 100 yards.
  - Le 200 yards et le 440 yards.
  - Walter Smith le 880 yards.
  - Harry Fredericks le mile.
  - WC Davies le 5 miles.
  - James Tivey le 120 yards haies.
  - CW Durand le saut en hauteur (1,73 m).
  - William Van Houten le saut à la perche (3,20 m)
  - John Voorhees le saut en longueur (6,52 m)
  - Franck Lambrecht le lancer du poids (11,41 m) et le lancer du marteau (27,3 m).

## Aviron
- 8 avril : The Boat Race entre les équipes universitaires d'Oxford et de Cambridge. Oxford s'impose[1].
- 1er juillet : régate universitaire entre Harvard et Yale. Yale s'impose[2].

## Baseball
- 16 septembre : 6e édition aux États-Unis du championnat de baseball de la Ligue nationale. Les Chicago White Stockings s’imposent avec 56 victoires et 28 défaites.
- 2 novembre : fondation aux États-Unis de l’American Association qui met en place un championnat dit « Majeur ».

## Combiné nordique
- 2e édition de la Husebyrennet. Elle se déroule à Ullern, près d'Oslo. L'épreuve, disputée sur un tremplin de 20 mètres et sur une piste de 4 kilomètres est remportée par Aasmund Brekke.

## Cricket
- Le Lancashire County Cricket Club est sacré champion de cricket en Angleterre[3].

## Cyclisme
- 6 février : fondation de l’Union vélocipédique de France qui regroupe plusieurs Véloces-Clubs et qui organise la première édition du Championnat de France de cyclisme. L’UVF codifie également pratiques et compétitions.
- 3e édition de la course cycliste suisse : le Tour du lac Léman. Théodore Mottaz s’impose.

## Football

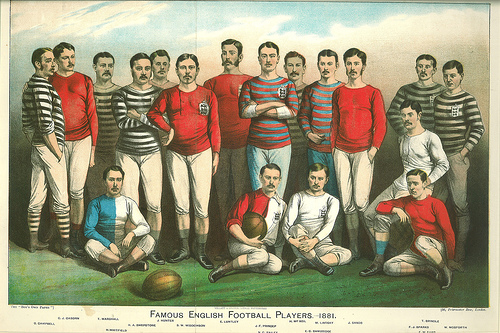
Famous English Football Players 1881

- 26 février : à Blackburn (Alexandra Meadows), le pays de Galles s'impose 0-1 face à l'Angleterre. 3 000 spectateurs.
- 12 mars : à Londres (Kennington Oval), l'Écosse écrase l'Angleterre: 1-6. 8 500 spectateurs.
- 14 mars : à Wrexham (Racecourse Ground), l'Écosse s'impose 5-1 face au pays de Galles. 1 500 spectateurs.
- 9 avril :
  - finale de la 10e FA Challenge Cup (63 inscrits). Old Carthusians 3, Old Etonians 0. 4 500 spectateurs au Kennington Oval.
  - à Glasgow (Kinning Park), finale de la 8e édition de la Coupe d'Écosse. Queen's Park s'impose face à Dumbarton, 3-1. 10 000 spectateurs.
- 7 mai : première rencontre internationale entre l'Angleterre et l'Écosse, à Edimbourg. La même année, de nombreux matchs féminins s'attirent les critiques de la presse[4].
- 1er octobre : fondation du club des Girondins de Bordeaux.
- Le club de Preston North End Cricket and Rugby Club, fondé en 1863, abandonne la pratique du cricket et du rugby pour se concentrer sur le football, dont une section existe au club depuis 1879.
- Fondation à Newcastle d’un club de football anglais baptisé Stanley (futur Newcastle UFC).

## Football américain
- Yale est champion universitaire.

## Football australien
- South Melbourne FC remporte le championnat de la Victorian Football League.
- Norwood champion de South Australia.

## Golf
- 14 octobre : Bob Ferguson remporte l'Open britannique à Prestwick[5].

## Gymnastique
- 23 juillet : fondation à Liège (Belgique) de la Fédération internationale de gymnastique.

## Joute nautique
- T. Ane (dit la lola) remporte le Grand Prix de la Saint-Louis à Cette[6].

## Omnisports
- Premier numéro du journal sportif anglais Sporting Mirror.

## Rugby à XV
- 5 février : l’Angleterre bat l’Irlande à Manchester.
- 18 février : premier match international de rugby entre l’Angleterre et le Pays de Galles à Blackheath. L’Angleterre s’impose.
- 19 mars : match nul entre l’Angleterre et l’Écosse à Édimbourg.

## Sport hippique
- Angleterre : Iroquois gagne le Derby d'Epsom[7].
- Angleterre : Woodbrook gagne le Grand National[8].
- Irlande : Master Ned gagne le Derby d'Irlande[9].
- France : Albion gagne le Prix du Jockey Club[10].
- France : Serpolette II gagne le Prix de Diane[11].
- Australie : Zulu gagne la Melbourne Cup[12].
- États-Unis : Hindoo gagne le Kentucky Derby[13].
- États-Unis : Saunterer gagne la Belmont Stakes[14].

## Tennis

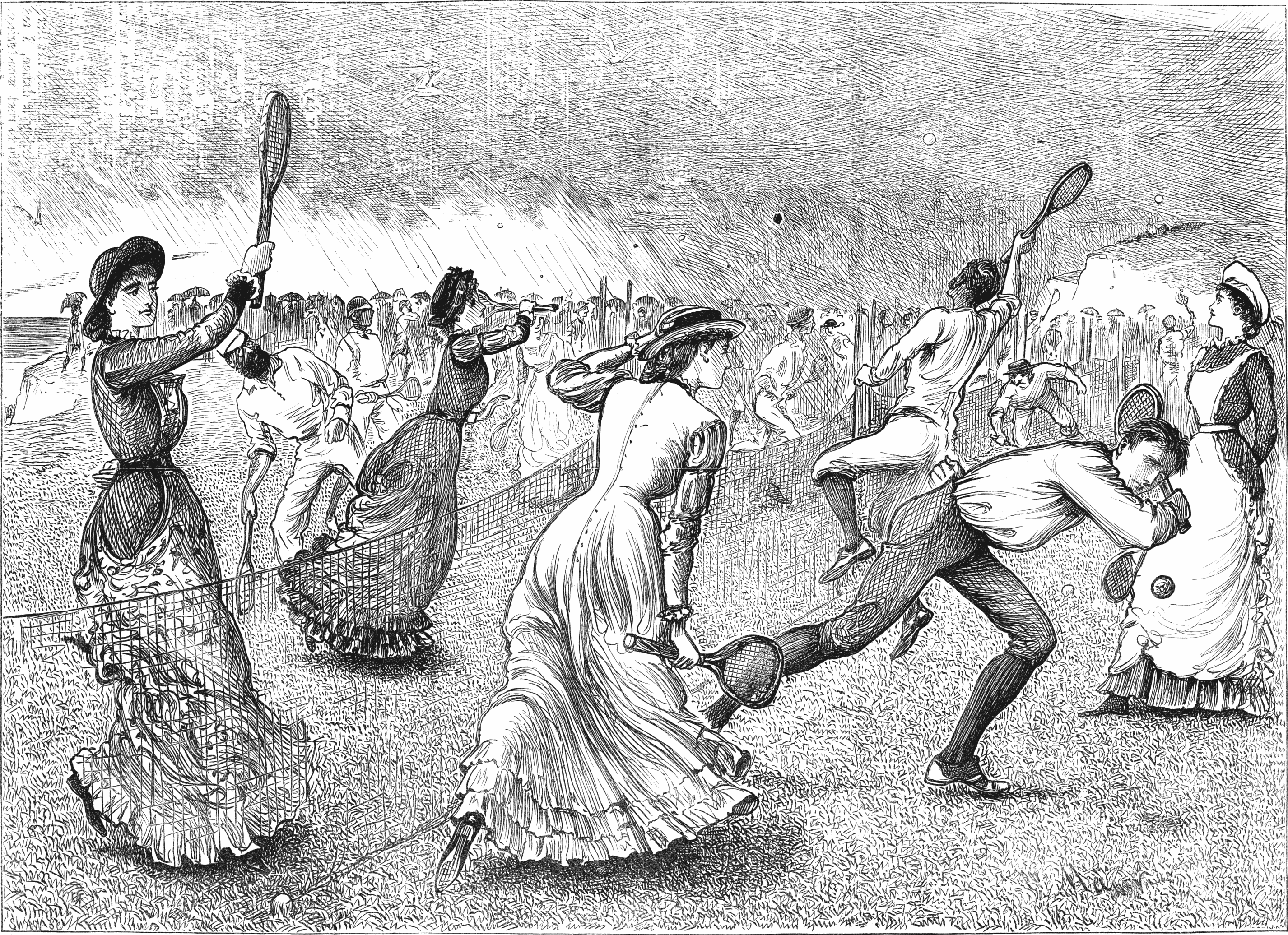
A modern tournament, gravure publiée dans Punch le 3 septembre 1881

- 2 juillet /13 juillet : 5e édition du Tournoi de Wimbledon. L’Anglais William Renshaw s’impose en simple hommes.
- 31 août /3 septembre : 1re édition du championnat des États-Unis (simple et double hommes). L’Américain Richard Sears s’impose en simple hommes.

## Voile
- Nathaniel Clock sur Mischief remporte la Coupe de l'America.

## Naissances
- 5 janvier : Paul Arnold Walty, footballeur suisse. († ? 1969).
- 6 janvier : Alexandre Castellino, cycliste sur route suisse. († ?).
- ? janvier : Garrett Serviss, athlète de saut américain. († 31 décembre 1907).
- 9 février : Jimmy Hay, footballeur puis entraîneur écossais. († 4 avril 1940).
- 10 février : Kenneth McArthur, athlète de fond sud-africain. († 13 juin 1960).
- 15 février : Marc Giacardy, joueur de rugby français. († 28 août 1917).
- 24 février : Lajos Gönczy, athlète de saut hongrois. († 4 décembre 1915).
- 28 février :
  - Fernand Sanz, cycliste sur piste français. († 8 janvier 1925).
  - Terry Turner, joueur de baseball américain. († 18 juillet 1960).
- 6 mars : Émile Friol, cycliste sur piste français. († 6 novembre 1916).
- 17 mars : Raoul Daufresne de La Chevalerie, footballeur puis entraîneur et hockeyeur sur gazon belge. († 25 novembre 1967).
- 23 mars : Lacey Hearn, athlète de fond et de demi-fond américain. († 19 octobre 1969).
- 24 mars : Kristian Middelboe, footballeur danois. († 20 mai 1965).
- 28 mars : Martin Sheridan, athlète de lancers et de sauts américain. († 27 mars 1918).
- 6 avril : Karl Staaf, tireur à la corde suédois. († 15 février 1953).
- 12 avril : Henri Mouton, footballeur français. († 20 mars 1962).
- 30 avril : Tom Burridge, footballeur anglais. († 16 septembre 1965).
- 1er mai : Johan Svanberg, athlète de fond suédois. († 11 septembre 1957).
- 3 mai : Joe Hall, hockeyeur sur glace britannique. († 5 avril 1919).
- 7 mai : Paul Koechlin, industriel, pilote d'avion et de courses automobile français. († 17 août 1916).
- 14 mai : Ed Walsh, joueur de baseball américain. († 26 mai 1959).
- 21 mai : Jimmy Gardner, hockeyeur sur glace puis entraîneur canadien. († 7 novembre 1940).
- 25 mai : Louis Magnus, patineur artistique puis hockeyeur sur glace et ensuite dirigeant sportif français. Fondateur de la IIHF et président de 1908 à 1912 et en 1914. († 1er novembre 1950).
- 31 mai : Heinrich Burger, patineur artistique de couple allemand. († 27 avril 1942).
- 2 juin : Walter Egan, golfeur américain. († 12 septembre 1971).
- 14 juin : George Alan Thomas, joueur de badminton et joueur de tennis puis dirigeant sportif anglais. Président de la FIB de 1934 à 1955 et créateur de la Thomas Cup en 1949. († 23 juillet 1972).
- 17 juin : Tommy Burns, boxeur canadien. († 10 mai 1955).
- 18 juin : Zoltán von Halmay, nageur hongrois. († 20 mai 1956).
- 29 juin : Louis Trousselier, cycliste sur route français. († 24 avril 1939).
- 3 juillet : Horace Bailey, footballeur anglais. († 1er août 1960).
- 7 juillet :
  - Léon Didier, cycliste sur piste français. († 28 octobre 1931).
  - Karl Pekarna, footballeur puis entraîneur autrichien. († 23 janvier 1946).
- 9 juillet : Arvid Andersson, tireur à la corde suédois. († 7 août 1956).
- 21 juillet : Ludvig Drescher, footballeur danois. († 14 juillet 1917).
- 23 juillet : Bert Lindsay, hockeyeur sur glace canadien. († 11 novembre 1960).
- 26 juillet :
  - Jean Chassagne, pilote de courses automobile français. († 13 avril 1947).
  - James Cecil Parke, joueur de tennis irlandais et britannique. († 27 février 1946).
- 14 août : Victor Demogeot, pilote de course automobile français. († 8 mars 1970).
- 16 août : Clarence Gamble, joueur de tennis américain. († 13 juin 1952).
- 18 août : Gunnar Setterwall, joueur de tennis suédois. († 26 février 1928).
- 22 août : Johan Hübner von Holst, tireur suédois. († 13 juin 1945).
- 24 août : Vincenzo Lancia, pilote de courses automobile et industriel italien. Fondateur de la marque Lancia. († 15 février 1937).
- 2 septembre : Albert Dubly, footballeur français. († 23 décembre 1949).
- 8 septembre : Harry Hillman, athlète de haies et de sprint américain. († 9 août 1945).
- 11 septembre : James Bellamy, footballeur puis entraîneur anglais. († 30 mars 1969).
- 15 septembre : Ettore Bugatti, ingénieur et constructeur automobile italo-français. († 21 août 1947).
- 16 septembre : Madge Syers, patineuse artistique de couple et d'individuelle britannique. († 9 septembre 1917).
- 21 septembre : Émile Georget, cycliste sur route français. († 16 avril 1960).
- 23 septembre :
  - Ronald Brebner, footballeur anglais. († 14 novembre 1914).
  - Jack Reynolds, footballeur puis entraîneur anglais. († 8 novembre 1962).
- 27 septembre : William Clothier, joueur de tennis américain. († 4 septembre 1962).
- 28 septembre : Eleonora Sears, joueuse de tennis américaine. († 16 mars 1968).
- 3 octobre : Arthur Hiller, footballeur allemand. († 14 août 1941).
- 9 octobre : Maurice Hochepied, nageur et poloïste français. († 22 mars 1960).
- 10 octobre : Gaston Ragueneau, athlète de fond français. († 14 juillet 1978).
- 20 octobre : Alex Bennett, footballeur puis entraîneur écossais. († 9 janvier 1940).
- 13 novembre : Joseph Cattarinich, hockeyeur sur glace canadien. († 7 décembre 1938).
- 16 novembre : Hugo Meisl, footballeur, entraîneur, arbitre puis dirigeant sportif allemand. († 17 février 1937).
- 18 novembre : Gösta Åsbrink, gymnaste et pentathlonien suédois. († 19 avril 1966).
- 21 novembre : Percy LeSueur, hockeyeur sur glace canadien. († 27 janvier 1962).
- 28 novembre : Cecil Healy, nageur australien. († 29 août 1918).
- 30 novembre : 
  - Julien du Rhéart, footballeur français. († ?).
  - Bruce Stuart, hockeyeur sur glace canadien. († 28 octobre 1961).
- 1er décembre : William Crichton, joueur de rugby à XV anglais. († 16 juillet 1925).
- 4 décembre : Felice Nazzaro, pilote de courses automobile italien. († 21 mars 1940 ).
- 14 décembre : Howard Valentine, athlète de demi-fond et de fond américain. († 25 juin 1932).
- 17 décembre : Yngvar Bryn, athlète de sprint et patineur artistique de couple norvégien. († 30 avril 1947).
- 20 décembre : Branch Rickey, joueur puis dirigeant de baseball américain. († 9 décembre 1965).
- 25 décembre : Albert Guyot, pilote de courses automobile français. († 24 mai 1947).
- 29 décembre : Jess Willard, boxeur américain. († 15 décembre 1968).
- ? : Henri Beau, footballeur français. († ? 1928).

## Décès
- 11 septembre : Charles Meysey-Thompson, 31 ans, footballeur anglais. (° 5 décembre 1849).